# Dominique Daquin
Pour les articles homonymes, voir Daquin.
Dominique Daquin est un ancien joueur de volley-ball français né le 10 novembre 1972 au Robert (Martinique). Il mesure 1,98 m et jouait central. Il totalise 267 sélections en équipe de France.

## Clubs
| Club                | Pays   | De        | À         |
| ------------------- | ------ | --------- | --------- |
| ASUL Lyon           | France | 1992-1993 | 1992-1993 |
| AS Cannes           | France | 1993-1994 | 1997-1998 |
| Stade Poitevin      | France | 1998-1999 | 1999-2000 |
| Domino Palerme      | Italie | 2000-2001 | 2000-2001 |
| Icom Latina         | Italie | 2001-2002 | 2002-2003 |
| Dynamo Moscou       | Russie | 2003-2004 | 2004-2005 |
| Montpellier UC      | France | 2005-2006 | 2007-2008 |
| Marseille Volley 13 | France | 2008-2009 | 2008-2009 |
| ASUL Lyon           | France | 2009-2010 | 2011-2012 |

## Palmarès
- Championnat du monde
  - troisième : 2002
- Championnat d'Europe
  - Finaliste : 2003
- Championnat de France (3)
  - Vainqueur : 1994, 1995, 1999
  - Finaliste : 1996, 1997, 1998, 2000
- Coupe de France (2)
  - Vainqueur : 1995, 1998
  - Finaliste : 1996, 2008
- Coupe de Russie (1)
  - Vainqueur : 2005